# مقاطعة لا باز (أريزونا)
مقاطعة لا باز (بالإنجليزية: La Paz County)‏ هي إحدى مقاطعات ولاية أريزونا في الولايات المتحدة الأمريكية.